# عمليات أدنى (تصنيع)
العمليات الأدنى (Downstream) في مجال التصنيع هي العمليات التي تحدث في آخر سلسلة دورة الإنتاج أو خط الإنتاج.
من خلال إلقاء نظرة على الشركة «من الطلب إلى التحصيل» فقد تجد عمليات رفيعة المستوى مثل التسويق والمبيعات وتسجيل الطلب والتصنيع والتغليف والشحن وإعداد الفاتورة. ويمكن تقسيم كل من هذه العمليات إلى عمليات فرعية وعمليات مساعدة.
وتتضمن عملية التصنيع بعض العمليات الفرعية مثل التصميم والاستصناع وإدارة المخازن والاستلام والتجميع وغير ذلك. ويتم إعداد المنتجات التي سيجري تصنيعها وفق ترتيب محدد للعمليات. ويطلق مسمى «العمليات الأدنى» على أي عملية تسبقها عملية أخرى.